# L5-C
53°41′49″ пн. ш. 4°38′49″ сх. д. / 53.696833° пн. ш. 4.646889° сх. д.
L5-C — газове родовище у нідерландському секторі Північного моря, розташоване у ліцензійному блоці L5b, права на який має компанія Wintershall (дочірнє підприємство концерну BASF).

## Опис
Поклади вуглеводнів виявлені на глибині біля 4500 метрів у пісковиках формації Слохтерен (Lower Slochteren Member), яка відноситься до пермського періоду.
Розробка родовища організована за допомогою однойменної платформи. Її надбудову з обладнанням вагою 650 тон створили на основі конструкції, знятої з виведеного із експлуатації родовища K10-V. Також спорудили нову опорну основу висотою 47 метрів та вагою 880 тон. В порту Ротердама обидві частини платформи за допомогою плавучих кранів Taklift 7 та Matador 3 завантажили на понтон AMT Discoverer, який доставив їх на родовище. Тут монтажні роботи провів ще один кран великої вантажопідйомності Thialf.
Видача продукції відбувається по трубопроводу до розташованої за вісім кілометрів на сусідньому газовому родовищі L8 платформи L8-P4.
Видобуток на L5-C розпочався восени 2006-го. А у 2011-му тут пробурили додаткову видобувну свердловину L5-C02. Закладена в районі з глибиною моря 37 метрів, вона має довжину 5535 метрів.
Запаси родовища оцінюються у 4,3 млрд м3.